# イポリット・カディヤック
イポリット・ルイ・カディヤック（Hippolyte Louis Cadilhac、1859年3月15日 - 1930年11月19日）は、フランスの神父。パリ外国宣教会に所属していた。姓はカジャックとも書かれる。48年の間、千葉、茨城、埼玉、群馬、栃木、福島で司祭として活動した。

## 生涯
1859年（安政6年）3月15日フランスアヴェロン県のラ・カワルリ村で誕生。農家の家庭の6番目の子。12歳になるとベルモント小神学校に入学。パリ外国宣教会の神学校へ進学。1882年（明治15年）9月23日司祭叙階。同年11月8日マルセイユを出航。同年12月25日朝横浜に到着。東京築地の大司教館で日本語を学ぶ。1883年（明治16年）6月から先輩ヴィグルス神父の助手として北関東一帯から福島県まで布教。5ケ年で1,200人以上に洗礼を授け、村や町に教会出張所や信徒集合所を設け、約20人の修道士を配置。1888年（明治21年）宇都宮天主公教会を創立。宇都宮を拠点に千葉、茨城、埼玉、群馬、栃木、福島の各県を歩いて布教し、その間、東京教区の副司教を兼任した。1926年（大正15年）3月20日千葉県を巡回中、尿毒症にかかる。関口教会で横臥。信者が続々と見舞いに上京。60回のミサをささげる。4月4日復活祭の朝目を覚ます。東京大司教区の副司牧の任務の傍ら宇都宮教会を拠点として布教。1930年（昭和5年）4月19日病に倒れ、11月19日東京の関口教会にて死去。遺言により宇都宮西原町のカトリック墓地に埋葬。